# Пећкар
Пећкар је мајстор занатлија који је правио пећи од глине и плеве у кућама од набоја или од земљаних цигала какве су грађене у прошлости.

## О занату
У прошлости је загревање кућа од набоја било такође усмерено према земљи. Од глине помешане са плевом прављене су пећи. Мајстори за прављење ових пећи били су пећкари. Сем прављења пећи пећкари су и поправљали и одрђжавали исте те пећи. Такве пећи су се звале још и паорске пећи.
Зидане земљане пећи или паорске пећи су почеле да се појављују од друге половине 18. века и тако замениле некадашње кућно огњиште.

### Градња и изглед пећи од земље
Пећ се углавном правила у углу просторије. Прво се набијао банак, који је био спојен са два зида. Банак је представљао истурен зидан део пећи, односно испуст за седење око пећи, који је, понекад, служио и за спавање или држање посуда са храном. Ту је обично била и клупица „на лакат“ око пећи.Банак је био дугачак и широк око два метра, а висине око једног метра. Зид на који се банак наслањао био је пробијен за врата пећи за ложење из друге просторије. На тај банак су грађени зидови пећи од блата помешаним са крупном плевом. Зид пећи од другог зида собе био је одмакнут око 50 центиметара. Изнад зидова грађен је купасти део, који се звао шица. Зидови су били дебели око 30 центиметара. Купасти део је омогућавао да се подиже пламен. За ложење је коришћен материјал који је давао висок пламен као што су слама и кукурозовина. Размак између пећи и зида собе звао се запећак, појам који се и данас спомиње. У запећку су се обично грејала деца и старији. Просторија из које се ложило обично је имала отворен димљак, у коме се сушило месо. Ту је био и банак на који се стављао саџак, а на саџак су стављане посуде у којима се кувало или грејала вода.
Пећи су могле бити округлог или четвртастог облика. Четвртасте пећи су имале описан купаст горњи део са сужењем или тзв. шицом, на чијем врху се налазила глава пећи. Округле пећи су имале нешто тањи зид, па су биле осетљивије на ударце.
Овакве пећи су добро загревале просторију, али се у њима пекао и хлеб и друга теста од брашна, губанице, кромпирача, печеница, кромпир “у чакширама” (уцело) и бундева, и др.
Од почетка 20. века паорске пећи почеле су да се замењују каљевим пећима.Мајстори пећкари су свој занат усавршавали и учили рад са новим материјалима.

### Поправка и одржавање пећи
Сем градње пећи од блата, пећкари су обављали и њену поправку и одржавање. Пећи од блата су могле да изгоре или прегоре, а то је могло да се догоди у просеку сваке друге, треће године. Мајстор је тада улазио у пећ, обијао оно огорело блато и лепио ново. Изгорено или прегорено место је обијао мистријом, чекићем. Да обијено место боље прихвати ново блато, пре лепљења га попрска водом и онда наноси с плевом и мало креча. Крпљењем се пећи продужавао век.
Мајстори су поправљали и банкове – онај у зиду што се назива и пепељара и онај који је постоље пећи. Ограда, зид банка, рушио се само ако је био знатно оштећен. Поправљао се и у зиду канал за одвод дима тј. димњак, оџак, цуг, како је све називан.